# Архивистика
Архивистиката, още архивно дело или архивознание (лат. archivistica, от гр. αρχειακού) е наука за събиране, опазване, подреждане и обработка на стари документи (архиви). Архивистиката е помощна на историята дисциплина, която се занимава с проучване на материалите, събрани в архив.
Обхваща група научни дисциплини, които се занимават с изучаването и разработването на теоретичните, правните и методологични въпроси на архивното дело. 